# エキサイティング・グランプリ
エキサイティング・グランプリ（EXCITING GRAND PRIX）は、スカパー!プレミアムサービスで放送されているCS専門チャンネルである。
運営事業者は株式会社CREATE。（グランプリの子会社）

## 視聴チャンネル
- スカパー!プレミアムサービス直接受信 Ch.636
- ケーブルテレビ JCN足立（足立区）、ケイ・キャット（eo光テレビを含め近畿地方の広範囲）

※ 2013年3月31日をもってスカパー!プレミアムサービス（標準画質・Ch.SD709）の放送を終了した。

## 番組概要
Vシネマとアイドルのイメージビデオを中心に放送している他、成人向けの作品を放送する「Vロマン」も放送している（視聴制限あり）
当初Vロマン作品は深夜帯の放送だったが、2021年時点では土曜・日曜を除き日中に放送されている。

## 無料放送
- 通販番組「エキサイティング・ショップ」は、無料で視聴できる。またスカパー!共通の「スカパー!大開放デー」では深夜帯を除き無料で視聴可能である。
- 公営競技も無料放送（ケーブルテレビ経由は視聴不可の場合があった）されていた。かつては花月園競輪場・笠松競馬場・名古屋競馬場・金沢競馬場のレース実況が放送されていたが、花月園は2010年3月31日の廃止と共に終了。競馬も2013年3月をもって他チャンネルに移行した為に終了した。